# Jerwood Fiction Uncovered Prize
Jerwood Fiction Uncovered Prize — литературная премия, которая вручается восьмерым британским авторам выдающихся литературных произведений всех форм, каждый из которых получает по 5000 фунтов стерлингов.
Премия Fiction Uncovered была основана в The Literary Platform при финансовой поддержке Arts Council England в 2011 году. В 2014 и 2015 годах спонсорам выступил фонд Jerwood Foundation и премия стала называться Jerwood Fiction Uncovered Prize.

## Победители

### 2011
- Рэй Робинсон[англ.] — Forgetting Zoë
- Линдсей Кларк[англ.] — The Water Theatre
- Тим Пирс[англ.] — Disputed Land
- Роберт Эдрик[англ.] — The London Satyr
- Крис Палинг[англ.] — Nimrod’s Shadow
- Кэтрин Холл — The Proof of Love
- Джейк Уоллис Саймонс[англ.] — The English German Girl
- Сара Мосс[англ.] — Night Waking

### 2012
- Сюзанна Джонс[англ.] — When Nights Were Cold
- Дэн Родс[англ.] — This Is Life
- Дэвид Парк[англ.] — The Light of Amsterdam
- Даг Джонстон[англ.] — Hit and Run
- Тибор Фишер — Crushed Mexican Spiders
- Джилл Доусон[англ.] — Lucky Bunny
- Крессида Коннолли[англ.] — My Former Heart
- Питер Бенсон[англ.] — Two Cows and a Vanful of Smoke

### 2013
- Люси Колдуэлл[англ.] — All the Beggars Riding
- Джеймс Мик[англ.] — The Heart Broke In
- Никита Лалвани[англ.] — The Village
- Нелл Лейшон[англ.] — The Colour of Milk
- Руперт Томсон[англ.] — Secrecy
- Эми Сэквилл[англ.] — Orkney
- Нивен Говинден[англ.] — Black Bread White Beer
- Энтони Картрайт[англ.] — How I Killed Margaret Thatcher

### 2014
- Бен Брукс[англ.] — Lolito
- Бернардин Эваристо — Mr Loverman
- Лесли Глейстер[англ.] — Little Egypt
- Кинан Джонс[англ.] — The Dig
- Гарет Робертс[англ.] — Whatever Happened to Billy Parks?
- Наоми Вуд[англ.] — Mrs. Hemingway
- Джерард Вудворд[англ.] — Vanishing
- Эви Уайлд — All The Birds, Singing

### 2015
- Сьюзен Баркер[англ.] — The Incarnations
- Бетан Робертс[англ.] — Mother Island
- Дэвид Уайтхаус[англ.] — Mobile Library
- Леви Тидхар — A Man Lies Dreaming
- Эмма Джейн Ансуорт[англ.] — Animals
- Карис Дэйвис[англ.] — The Redemption of Galen Pike
- Джо Мазелис[англ.] — Significance
- Грейс Макклин[англ.] — The Offering